# Korfui incidens (1946)
A korfui incidens vagy korfui-szorosi incidens 1946. május 15-e és november 13-a közötti katonai incidenssorozat volt az Egyesült Királyság és Albánia között, amely a hidegháború egyik első diplomáciai konfliktusához vezetett. Az eseménysorozat legtragikusabb napja 1946. október 22-e volt, amikor a szoroson áthaladó négy brit hadihajó közül két romboló albán felségvizeken víziaknára futott, és negyvennégy brit tengerész életét vesztette. Az albán kabinet elhárította a felelősséget, így a brit kormány 1947-ben a hágai Nemzetközi Bírósághoz fordult, amelynek 1949-ben meghozott ítélete az Egyesült Királyságnak kedvezett, és Albániát jóvátétel fizetésére kötelezte. A brit–albán viszony végleges ellehetetlenülése miatt az ítélet végrehajtására nem került sor, s a két ország csak fél évszázaddal később, 1996-ban jutott egyezségre a korfui incidens ügyében. A konfliktus az 1946-ban megalakult hágai Nemzetközi Bíróság első eljárása volt.

## Külpolitikai háttér
A második világháborút követően Albánia és a nyugati világ diplomáciai viszonyát az ideológiai különbségek mellett erősen megterhelte az is, hogy az Enver Hoxha vezette népi demokratikus kormányzat elismerésének feltételéül a demokratikus választások kiírását és a többpártrendszer bevezetését szabták, amire a kommunista országvezetés nem volt hajlandó. Emellett az amerikai szenátus állásfoglalásában támogatta a dél-albániai területekre aspiráló görög kormány területszerző törekvéseit. Az albán–nyugati viszony végleges ellehetetlenülésének első jeleként az Egyesült Királyság 1945. november 10-én megszakította a diplomáciai viszonyt Albániával; az Amerikai Egyesült Államok vezetése 1946. november 15-én tette meg ugyanezt a lépést.
A stratégiai helyzetű Korfui-szoros feletti ellenőrzés kérdése minden korban fontos geopolitikai kérdés volt. A 20. század első felében Görögország, Olaszország és Németország egyaránt törekedett a szoros mindkét oldalának birtoklására. Békeidőben, így a második világháborút követően a szoros nyugati oldala görög, a keleti pedig albán fennhatóság alatt állt. 1944-ben a szövetséges hatalmak részvételével megalakított Központi Aknamentesítő Testület (Central Mine-Clearence Board) elvégezte a Korfui-szoros aknátlanítását is, majd 1944 októbere és 1945 februárja között brit aknaszedő hajók is átfésülték a szoros vizét, de aknát nem találtak. Végül 1946 októberében lezárult a görög aknaszedő hajók korfui-szorosi kiküldetése is, ezzel a szoros vizét nemzetközi hajóforgalmi szempontból biztonságosnak minősítették.

## Az incidenssorozat
Ilyen körülmények között következett be a korfui incidens néven ismert eseménysorozat első konfliktusa 1946. május 15-én, amikor az albán parti őrség tűz alá vett két, a Korfui-szoroson áthaladó angol hadihajót. Személyi sérülés ekkor még nem történt. Az albán kormány sajnálatát fejezte ki a „fatális tévedés” miatt, nem sokkal ezt követően azonban bejelentette, hogy a partvonaltól számított három tengeri mérföldön belüli vizek albán felségterületnek számítanak, és a kormány engedélye nélkül sem kereskedelmi, sem pedig hadihajók nem tartózkodhatnak ezeken a vizeken. A gyakorlatban ez annyit jelentett, hogy Albánia egyoldalúan saját felségterületének nyilvánította a helyenként három mérföldnél is szűkebb Korfui-szoros vizét.

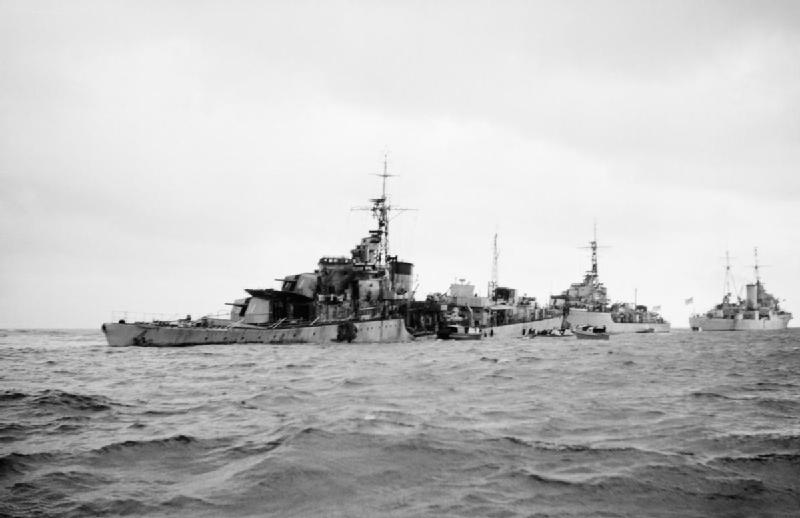
A megsérült Saumarez hadihajó vontatása aknára futása után

1946. október 22-én négy brit hadihajó kelt át a Korfui-szoroson, s közülük kettő, a Suamarez és a Volage rombolók víziaknára futottak. A hajókban tetemes anyagi kár keletkezett, a Saumarez javíthatatlan károsodásokat szenvedett, ennél is élesebbé tette a konfliktust, hogy negyvennégy brit haditengerész meghalt, negyvenkettő pedig megsebesült.
A brit kormány a jugoszláv kormányon keresztül tiltakozását fejezte ki, és az albán országvezetést tette felelőssé az incidensért. A kommunista pártfőtitkár, Enver Hoxha kormánya a felelősséget elhárította, és válaszul úgy érvelt, hogy az aknákat még az országot a második világháborúban megszálló és a szorost ellenőrző náci Németország katonái telepítették. Emellett Hoxha az Egyesült Nemzetek Szervezetéhez (ENSZ) fordult, és tiltakozását fejezte ki a provokatív céllal albán vizeken megjelenő brit hadihajók, az albán szuverenitás megsértése miatt. A Radio Tirana ennél is továbbment, amikor híradásukban tényként közölték, hogy a hadihajók csatarendbe állva, fegyverzetüket az albán partnak szegezve kíséreltek meg átkelni a szoroson.
A brit admiralitás időközben ismét aknaszedő hajókat küldött a térségbe. Előzetesen kikérték ugyan az albán kormány hozzájárulását missziójukhoz, a Hoxha-kormány azonban közös kutatást szorgalmazott, ám a britek nem fogadták el az ajánlatot. Végül egy nagyobb brit flotta érkezett az albán vizekre, és 1946. november 12–13-ai kutatásuk eredményeként huszonkét lehorgonyzott víziaknát hatástalanítottak, több sodoraknát fedélzeti géppisztolytűzzel felrobbantottak. Hoxha kormánya újra tiltakozott az ENSZ-nél az albán felségterületek ismételt megsértése miatt.

## A jogi eljárás
1946 decemberében a brit külügyminisztérium leiratot intézett az albán kormányhoz, amelyben leszögezték, hogy a Korfui-szoros nemzetközi felségvíznek minősül, és azon békeidőben a hatályos nemzetközi jognak megfelelően kereskedelmi és hadihajók egyaránt szabadon közlekedhetnek. Kiemelték, hogy 1946 májusáig a brit haditengerészet flottájának hajói akadálytalanul élhettek is e jogukkal, s utaltak a Központi Aknamentesítő Testületnek a Korfui-szoros aknamentességéről szóló korábbi jelentésére, amelyet az albán kormány is elfogadott. Azt is hozzátették, hogy elképzelhetetlennek tartják: az albán kormány tudta nélkül telepítettek volna víziaknákat az ország partvonalától néhány száz méternyire, s amennyiben közreműködésük bebizonyosodna, úgy Albánia megsértette az 1907-es hágai egyezmény vonatkozó paragrafusait. Követelték, hogy Albánia vállalja a felelősséget az incidensért, adjon garanciákat arra, hogy a jövőben hasonló konfliktus nem ismétlődik meg, és szolgáltasson jóvátételt az okozott anyagi kártételekért, kártérítést pedig az elesett haditengerészek hozzátartozóinak. Memorandumukban végül a Hoxha-kormány értésére adták, hogy tizennégy napon belül választ várnak, ellenkező esetben a brit kormány a nemzetközi szervezetekhez fordul jogorvoslatért. A felelősség elismerése albán részről elmaradt. Az ország vezető politikusai nyilatkozataikban amellett foglaltak állást, hogy az aknákat a fiatal népi demokratikus ország nemzetközi presztízsét aláásni kívánó agent provocateurök telepítették a szoros vizébe. Megerősítették abbéli véleményüket, hogy a brit hadihajók az albánokat megfélemlítendő erődemonstrációt tartottak 1946 októberében. Vitatták azt a kitételt, hogy a Korfui-szoros nemzetközi hajózási útvonal lenne, és határozottan leszögezték, hogy a szoros vize albán felségterület.
Az Egyesült Királyság 1947 januárjában az ENSZ Biztonsági Tanácsához fordult állásfoglalásért. A tanács tagjai 1947 áprilisában 7:2 arányban a briteknek adtak igazat, és az albánokat tették felelőssé az incidensért. Miután a két ellenszavazat szovjet és lengyel részről érkezett, s a Szovjetunió vétójoggal rendelkezett a tanácsban, az ügy itt megrekedt, s javasolták az 1946-ban megalakított hágai Nemzetközi Bíróság elé való terjesztését, amit mindkét fél elfogadott.
A britek 1947 májusában nyújtották be keresetüket a hágai ítélőszéknek, s két pontban kérték a testület állásfoglalását:
- felelős-e Albánia kormánya a brit hadihajók 1946. október 22-ei aknára futásáért, az így esett anyagi kárért és emberéletekért;
- az Egyesült Királyság megsértette-e a nemzetközi jogot és az Albán Népköztársaság területi szuverenitását azzal, hogy 1946. október 22-én és november 12–13-án a brit haditengerészet hajói a Korfui-szorosban tartózkodtak?[18]

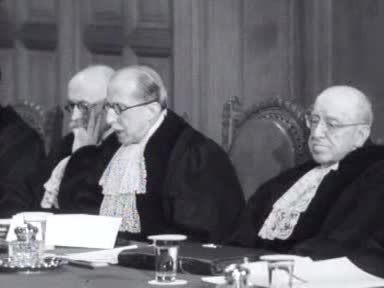
A Nemzetközi Bíróság bírái a korfui incidens ügyének 1948. február 26-ai tárgyalási napján

A két évig elhúzódó tárgyalássorozatban a brit érdekeket Hartley Showcross főügyész és Henry Beckett képviselte, míg albán részről az ügy előadói a francia Pierre Cot kommunista politikus és a szintén kommunista érzelmű fiatal ügyvéd, Joë Nordmann voltak. 1949. április 9-én meghozott ítéletében a bíróság az első kérdésben 11:5 arányban Albániát tette felelőssé az incidensért, miután elképzelhetetlennek tartották, hogy az albán kormány tudta nélkül sor kerülhetett az aknák telepítésére. A második pontban akként foglaltak állást, hogy békeidőben a nemzetközi hajózási útvonalként bejegyzett tengerszorosok előzetes engedély nélkül is hajózhatóak, márpedig a Korfui-szoros annak minősül, tehát az Egyesült Királyság sem a nemzetközi jogot, sem Albánia szuverenitását nem sértette meg. A november 12–13-ai brit aknamentesítő misszió kapcsán viszont 14:2 arányban elfogadott külön megjegyzést fűztek az ítélethez, mely szerint az aknaszedő hajók a nemzetközi jog szellemével ellenkező, indokolatlanul nagy csapáserőt képviselő támogatással – egy repülőgép-hordozóval, két cirkálóval és néhány egyéb hadihajóval egy kötelékben – jelentek meg a szorosban, és ezzel megsértették Albánia szuverenitását.
Végül 1949. december 15-én különítélet született a jóvátétel kérésében is, s a bírói tanács tagjai 10:6 arányban 843 947 angol font jóvátétel megfizetésére, emellett a megsemmisült romboló pótlására és a Volage romboló megjavíttatására kötelezték Albániát. Az albán kormány megtagadta a kártérítés kifizetését. Ellenlépésként a brit kormány 1100 kilogramm aranyat lefoglaltatott az albán központi bank aranykészletéből, amelyet a megszálló németek menekítettek ki az országból a második világháború végén.
A két ország diplomáciai viszonya ezzel végképp elhidegült, és csak az 1980-as években indultak meg újra a tárgyalások a diplomáciai kapcsolatok újrafelvételéről. A brit és az albán kormány 1993. május 8-án szándéknyilatkozatot írt alá azt illetően, hogy a korfui incidens jóvátételét közös megegyezés alapján rendezik. Végül 1996. október 29-én Londonban kötötték meg az egyezményt, amely alapján az Egyesült Királyság visszaszolgáltatja a nemzeti banki aranykészletet, Albánia pedig 2 millió amerikai dollár kártérítés megfizetésére kötelezi magát.

## Háttérelméletek
Az incidenst okozó korfui-szorosi víziaknák eredete a mai napig nem tisztázott. Egyes elméletek szerint nem zárható ki, hogy valóban a második világháborúban a szorost ellenőrző olaszok vagy németek telepítették az aknákat. Az Angliában élt, a kommunista országvezetéssel nem szimpatizáló albán publicista, Anton Logoreci is annak a véleményének adott hangot, hogy az albán vezetésnek egyszerűen nem voltak meg a haditechnikai lehetőségei a víziaknák telepítéséhez. A hágai tárgyalás során, 1948. november 16-án az albánokat képviselő Nordmann felvetette annak lehetőségét, hogy a görögök is állhatnak a brit–albán incidens mögött, amely – reményeik szerint – albániai területszerzéseik határozottabb brit támogatását eredményezte volna. Felmerült lehetséges forgatókönyvként az is, hogy Jugoszlávia állt az ügy mögött, politikai érdekük volt ugyanis a népi demokratikus Albánia és a nyugati világ közötti diplomáciai kapcsolatok ellehetetlenítése. Ez utóbbi elméletet támogatta a Nemzetközi Bíróság előtt megjelent tanúk egyike, egy szökött jugoszláv tengerésztiszt, bizonyos Kovačić tanúvallomása. Kovačić 1946 végén a šibeniki haditengerészeti bázison teljesített szolgálatot, és tanúja volt annak, hogy 1946. október 17-e éjjelén aknatelepítő hajók hagyták el a bázist ismeretlen céllal. Miután néhány nappal később a hajók visszatértek a bázisra, a legénység egyik tagja állítólag elárulta, hogy az albán partoknál telepítettek aknákat. Tanúvallomását a hágai bíróság ellenőrizhetetlennek és hiteltelennek értékelte, így az ítélethozatalkor nem is vette figyelembe.